# Luca Marinelli
Luca Marinelli (ur. 22 października 1984 w Rzymie) – włoski aktor filmowy, teatralny i telewizyjny.

## Życiorys
Syn aktora dubbingowego Eugenio Nicoli Marinellego. Po ukończeniu w 2009 studiów aktorskich na prestiżowej rzymskiej uczelni Accademia Nazionale d’Arte Drammatica Silvio D’Amico, Marinelli występował w teatrze. Jego debiutem na dużym ekranie była główna rola w Samotności liczb pierwszych (2010) Saverio Costanzo.
Kolejne filmy umacniały pozycję Marinellego w gronie największych aktorskich objawień włoskiego kina drugiej dekady XXI w. Wśród nich były m.in. Tutti i santi giorni (2012) Paola Virzìego, Wielkie piękno (2013) Paola Sorrentino, Nie bądź złym (2015) Claudia Caligariego, Prywatna sprawa (2017) Paola Tavianiego.
Marinelli był jak dotychczas pięciokrotnie nominowany do nagrody David di Donatello. Statuetkę tę otrzymał za drugoplanową role w filmie Jeeg robot (2015) Gabriele Mainettiego. Zdobył również Puchar Volpiego dla najlepszego aktora na 76. MFF w Wenecji za tytułową rolę w adaptacji klasycznej powieści Jacka Londona Martin Eden (2019) w reżyserii Pietra Marcello.
Zasiadał w jury konkursu głównego na 70. MFF w Berlinie (2020). Prywatnie związany z niemiecką aktorką Alissą Jung.
10 marca 2025, w trakcie pokazu najnowszej zapowiedzi gry Death Stranding 2: On the Beach, ujawniono że Marinelli zagra tam jedną z głównych ról.

## Filmografia
| Rok  | Tytuł                                            | Rola                       | Reżyser                                       |
| ---- | ------------------------------------------------ | -------------------------- | --------------------------------------------- |
| 2010 | Samotność liczb pierwszych                       | Mattia Balossino (dorosły) | Saverio Costanzo                              |
| 2011 | Ostatni człowiek na Ziemi (L’ultimo terrestre)   | Roberta                    | Gianni Pacinotti                              |
| 2012 | Każdy błogosławiony dzień (Tutti i santi giorni) | Guido Caselli              | Paolo Virzì                                   |
| 2012 | Maria z Nazaretu (TV)                            | Józef                      | Giacomo Campiotti                             |
| 2012 | Nina                                             | Fabrizio                   | Elisa Fuksas                                  |
| 2012 | Waves                                            | Gabriele                   | Corrado Sassi                                 |
| 2013 | Wielkie piękno                                   | Andrea                     | Paolo Sorrentino                              |
| 2015 | Il mondo fino in fondo                           | Loris                      | Alessandro Lunardelli                         |
| 2015 | Nie bądź złym (Non essere cattivo)               | Cesare                     | Claudio Caligari                              |
| 2015 | Jeeg Robot (Lo chiamavano Jeeg Robot)            | Zingaro                    | Gabriele Mainetti                             |
| 2016 | Filary władzy (A Dangerous Fortune, TV)          | Mickey Miranda             | Christian Schwochow                           |
| 2016 | Wpadka (Slam: Tutto per una ragazza)             | Valerio                    | Andrea Molaioli                               |
| 2017 | Il padre d’Italia                                | Paolo                      | Fabio Mollo                                   |
| 2017 | Terapia sercowa (Lasciati andare)                | Ettore                     | Francesco Amato                               |
| 2017 | Prywatna sprawa (Una questione privata)          | Milton                     | Paolo Taviani                                 |
| 2018 | Fabrizio De André: Principe libero               | Fabrizio De André          | Luca Facchini                                 |
| 2018 | Ricordi?                                         | w roli samego siebie       | Valerio Mieli                                 |
| 2019 | Martin Eden                                      | Martin Eden                | Pietro Marcello                               |
| 2020 | The Old Guard                                    | Nicolò di Genova (Nicky)   | Gina Prince-Bythewood                         |
| 2021 | Diabolik                                         | Diabolik                   | Antonio Manetti, Marco Manetti                |
| 2022 | Osiem szczytów (Le otto montagne)                | Pietro                     | Felix Van Groeningen, Charlotte Vandermeersch |